# Thelymitra inflata
Thelymitra inflata är en orkidéart som beskrevs av Jeffrey A. Jeanes. Thelymitra inflata ingår i släktet Thelymitra och familjen orkidéer. Inga underarter finns listade i Catalogue of Life.